# Glavnitsa
Glavnitsa (bulgariska: Главница) är ett vattendrag i Bulgarien.   Det ligger i regionen Oblast Varna, i den östra delen av landet, 300 km öster om huvudstaden Sofia.
Trakten runt Glavnitsa består till största delen av jordbruksmark. Runt Glavnitsa är det ganska glesbefolkat, med 34 invånare per kvadratkilometer.